# Seguin
|  | Per a altres significats, vegeu «Louise Seguin». |

Seguin és una població dels Estats Units a l'estat de Texas. Segons el cens del 2000 tenia 22.011 habitants.

## Demografia
Segons el cens del 2000, Seguin tenia 22.011 habitants, 7.526 habitatges, i 5.238 famílies. La densitat de població era de 446,8 habitants per km².
Dels 7.526 habitatges en un 33,9% hi vivien nens de menys de 18 anys, en un 46,9% hi vivien parelles casades, en un 17% dones solteres, i en un 30,4% no eren unitats familiars. En el 25,9% dels habitatges hi vivien persones soles el 12,8% de les quals corresponia a persones de 65 anys o més que vivien soles. El nombre mitjà de persones vivint en cada habitatge era de 2,73 i el nombre mitjà de persones que vivien en cada família era de 3,29.
Per edats la població es repartia de la següent manera: un 27,4% tenia menys de 18 anys, un 13,3% entre 18 i 24, un 25,3% entre 25 i 44, un 18,7% de 45 a 60 i un 15,3% 65 anys o més.
L'edat mediana era de 33 anys. Per cada 100 dones de 18 o més anys hi havia 86,8 homes.
La renda mediana per habitatge era de 31.618 $ i la renda mediana per família de 36.931 $. Els homes tenien una renda mediana de 27.007 $ mentre que les dones 19.690 $. La renda per capita de la població era de 13.740 $. Aproximadament el 13,2% de les famílies i el 17,2% de la població estaven per davall del llindar de pobresa.

## Poblacions properes
El següent diagrama mostra les poblacions més properes.